# چه کار آسانی
چه کار آسانی (انگلیسی: What a Cinch) یک فیلم کمدی صامت کوتاه به کارگردانی ویلارد لوئیس است که در سال ۱۹۱۵ منتشر شد. از بازیگران این فیلم می‌توان به بیلی باورز، اولیور هاردی و ریموند مک‌کی اشاره کرد.